# 스토펠 반두른
스토펠 반두른(Stoffel Vandoorne, 1992년 3월 26일 ~ )은 벨기에의 레이싱 드라이버로 DS 펜스케 팀에서 포뮬러E 챔피언십에 출전하고 있다. 또한 현재 포뮬러 원 시즌에서 애스턴 마틴의 리저브 및 시뮬레이터 드라이버로 활동하고 있으며, 동시에 맥라렌에서도 리저브 드라이버를 맡고 있다.

## 커리어

### 포뮬러 원

#### 2016

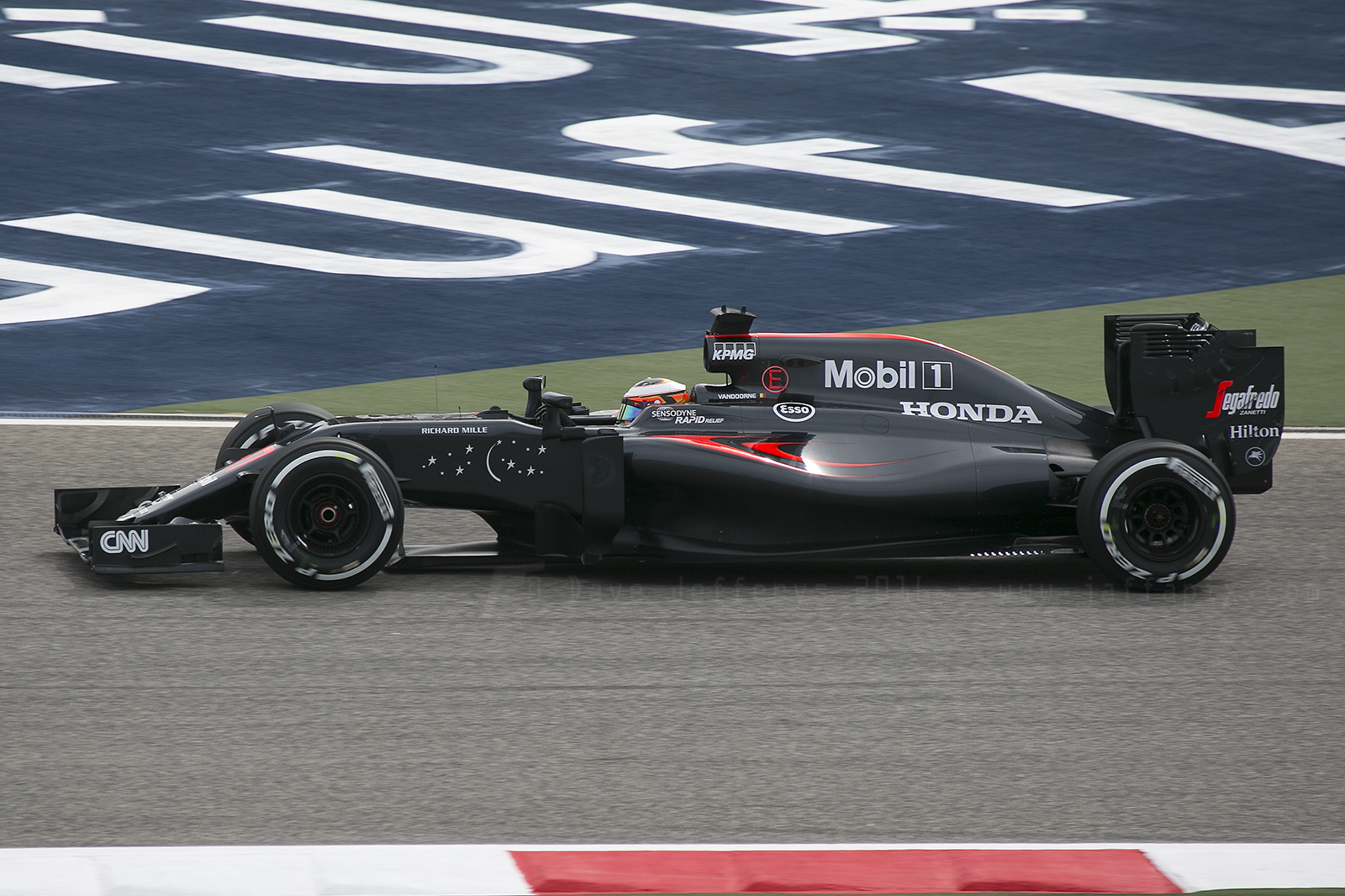
2016 바레인 그랑프리에서 맥라렌 소속으로 포뮬러 원에 데뷔하는 반두르네

2016년 호주 그랑프리에서 대규모 충돌사고를 겪은 맥라렌의 페르난도 알론소가 FIA의 건강검진 결과 바레인 그랑프리에 출전하기에 부적합하다는 판정을 받았다. 이에 따라서 맥라렌의 예비 드라이버(리저브 드라이버)였던 스토펠 반두르네가 알론소를 대신해 출전하게 되었다.
반두르네는 예선에서 젠슨 버튼보다 앞선 위치인 12위의 기록을 세웠고 레이스를 10위로 완주하며 2007년 미국 그랑프리의 세바스티안 베텔 이후 처음으로 데뷔 레이스에서 포인트를 획득한 드라이버가 되었다.
2016년 9월 3일, 이탈리아 그랑프리를 앞두고 맥라렌은 젠슨 버튼이 2017시즌에 출전하지 않는다는 내용과 함께 스토펠 반두르네가 2017년부터 포뮬러 원에 출전하게 된다고 발표했다.

#### 2017

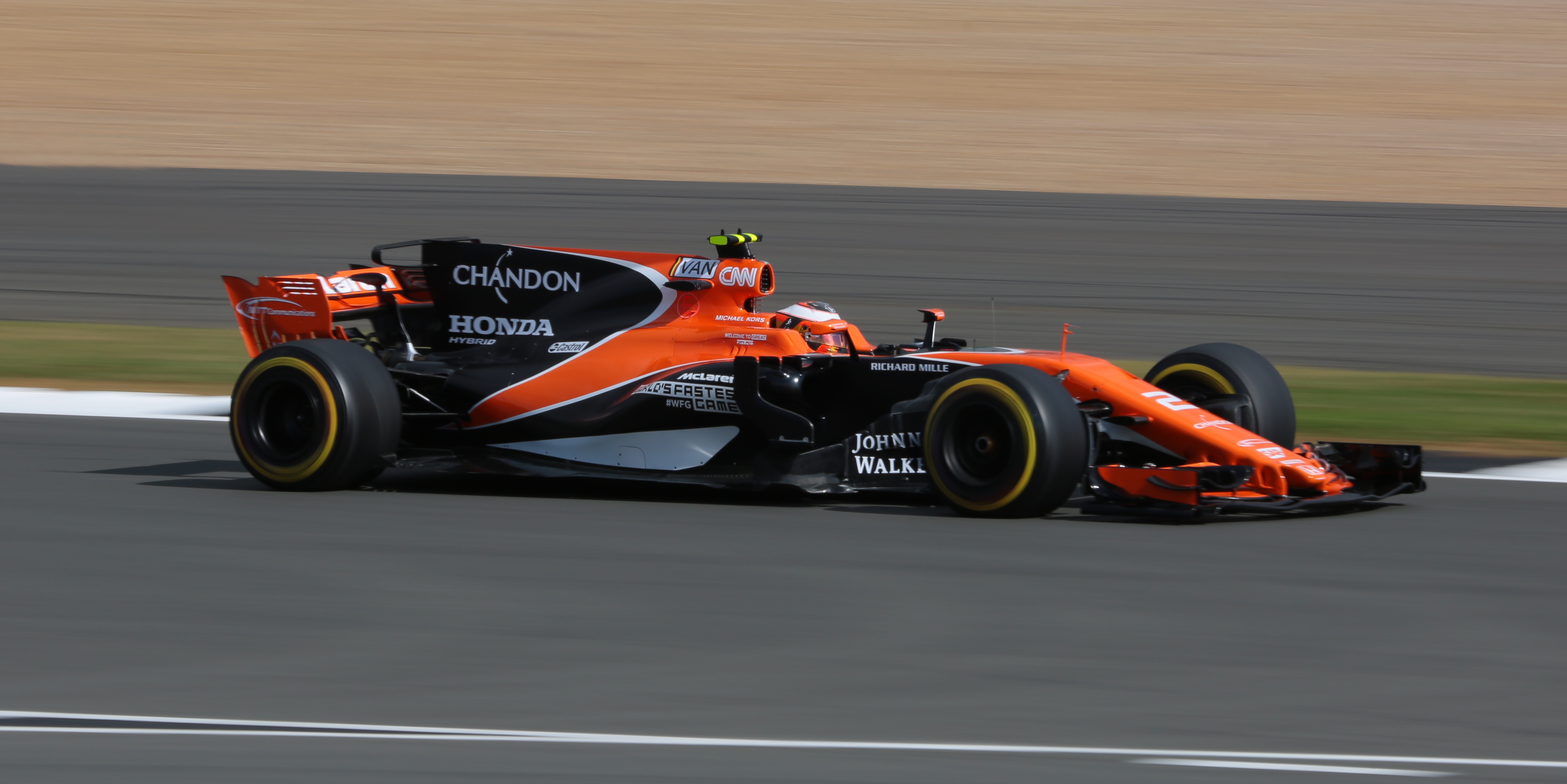
2017 영국 그랑프리에 출전한 반두르네의 모습

포뮬러 원에 공식적으로 데뷔한 첫 시즌인 2017 시즌에서 반두르네는 팀메이트이자 월드 챔피언십 타이틀을 가진 베테랑 드라이버 페르난도 알론소의 실력에 크게 뒤지지 않는 모습을 보여주며 자신의 가능성을 보여주었다. 중위권 팀인 맥라렌에서 반두르네는 13포인트를 기록하며 알론소의 17포인트에 근접했다.
맥라렌의 잦은 차량 트러블로 인해 레이스에 출전하지 못하는가 하면(DNS 1회) 레이스 도중 리타이어하는 일도 다섯 번이나 있었다(DNF 5회). 따라서 총 20라운드 중 16개의 레이스에만 출전한 셈이다. 이런 와중에도 헝가리에서 1포인트, 말레이시아와 싱가포르에서 6포인트씩 획득하며 총 13포인트로 시즌을 마감했다.
2017년 8월 23일, 반두르네가 2018년에도 맥라렌 소속으로 포뮬러 원에 출전할 것이라고 발표되었다

#### 2018

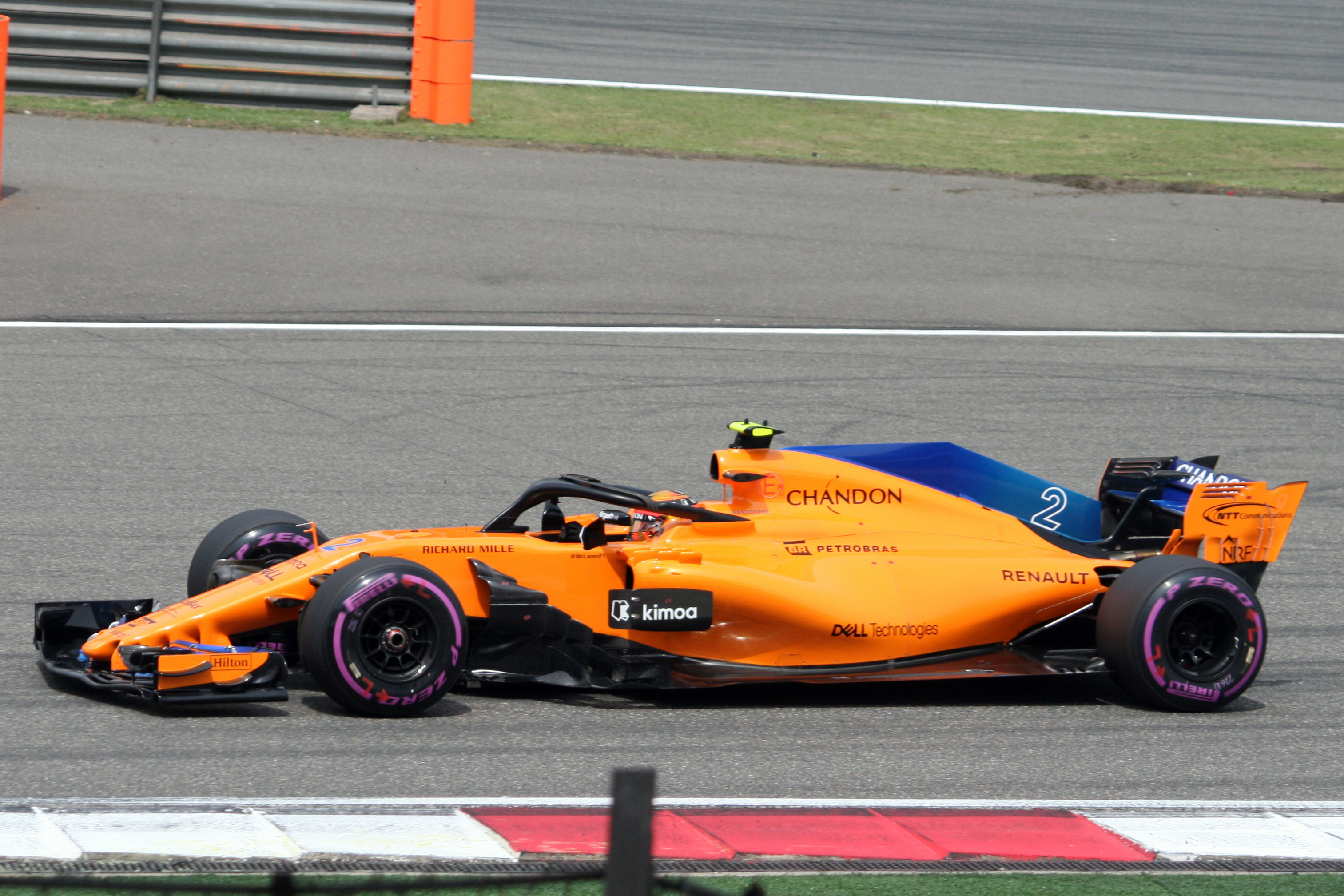
2018 중국 그랑프리의 반두르네

맥라렌이 르노와 엔진 계약을 체결하면서 반두르네는 개막 직후 4번의 그랑프리에서 3점을 기록하는 등 좋은 시작을 알렸다. 하지만 좋은 흐름을 이어가지 못하고 21개중 17번째 라운드인 일본 그랑프리가 시작되는 시점 총 8포인트에 그친다. 게다가 맥라렌의 기술 문제로 인해 4라운드인 아제르바이잔 그랑프리에서 마지막으로 포인트를 획득한 후 19라운드 멕시코 그랑프리에서 마침내 포인트를 획득하기까지 긴 침체기를 가졌다.
2018년 9월 3일 반두르네가 2018 시즌을 끝으로 맥라렌을 떠날 것이라고 발표되었다.

#### 2019년
이후에도 반두르네는 2019년 메르세데스 F1 팀의 시뮬레이터 드라이버로 활동한다.

### 포뮬러 E
2018년 10월 15일 반두르네가 HWA Racelab 소속으로 2018-19 포뮬러 E 시즌에 출전하는 것이 확정되었다.
2018-19 시즌 반두르네는 포뮬러 원을 떠난지 3주만에 포뮬러 E에 데뷔해 17위로 레이스를 완주했다. 우천 상황이였던 홍콩 E-프리의 예선에서는 처음으로 폴 포지션(예선 1위)을 기록했다. 로마 E-프리에서는 3위로 들어오며 포뮬러 E에서의 첫 포디움에 올라갔다.

2019년 9월 11일, 반두르네가 새롭게 포뮬러 E에 참가하는 팀인 메스세데스-벤츠 EQ 포뮬러E 팀에 참가하며 팀메이트 닉 드 브리스와 2019-20 포뮬러 E 챔피언십에 출전하는 것이 확정되었다.